# Biblia, tłumaczenie XXI wieku
Biblia, tłumaczenie XXI wieku (cz. Bible, překlad 21. století) – współczesny protestancki przekład Biblii na język czeski, powstały z inicjatywy czeskich zborów ewangelikalnych. Prace nad tłumaczeniem trwały od 1994 do 2009 r. Przekład powstał w ramach projektu Nowa Biblia kralicka (cz. Nová Bible kralická).

## Tłumacze
Tłumaczami Nowej Biblii kralickiej byli:
- Alexandr Flek – pastor ewangelicznego zboru zielonoświątkowego, teolog i biblista protestancki, opracował cały Nowy Testament oraz część Starego.
- Jiří Hedánek – tłumacz części ksiąg Starego Testamentu, członek zboru metodystycznego.

Przy ostatecznym tekście z tłumaczami współpracowało kilka kolejnych osób, w tym również wykwalifikowani bohemiści.

## Cele
Tłumaczenie rozpoczęto w ramach projektu Nowa Biblia kralicka (Nová Bible kralická). Celem projektu miało być opracowanie nowoczesnego przekładu we współczesnym języku czeskim, który opierałby się na rozwiązaniach tradycyjnej Biblii kralickiej. Nowa Biblia kralicka miała „zachować ducha, siłę i piękno przekładu kralickiego, jednocześnie czyniąc go zrozumiałym dla szerokiego grona odbiorców”. Efektem pracy było jednak nowe tłumaczenie, a nie rewizja Biblii kralickiej. Nawiązania do Biblii kralickiej są w tym przekładzie niewielkie. Stąd zmiana proponowanej nazwy Nowa Biblia kralicka na Biblia, tłumaczenie XXI wieku.

## Charakterystyka
Biblia, tłumaczenie XXI wieku została przetłumaczona z języków oryginalnych – hebrajskiego, aramejskiego i greckiego.
Tekst przekładu leży w połowie na osiach swobodny – dosłowny oraz potoczny – książkowy. Z wyraźnych innowacji przekładu zauważalna jest świeża innowacja w leksyce i frazeologii, natomiast problemy stwarza sporadyczne eksperymentowanie z użyciem rymu w partiach wierszowanych.

## Wydania
Na pełny przekład złożyły się zrewidowany tekst Nowego Testamentu autorstwa Flek-Hoffman oraz cztery tomy tłumaczenia Starego Testamentu ukończone w roku 2008.
Nowy Testament ukazał się cztery razy: w 1998 r. (wydanie pierwsze), w 2000 i 2001 r., oraz wydanie poprawione z 2004 r. Następnie wydano księgi Starego Testamentu: Pięcioksiąg, księgi historyczne oraz księgi mądrościowe. Jednotomowa poprawiona edycji Biblii ukazała się w 2009 roku.